# فردوسی: زندگی، اندیشه و شعر او
فردوسی: زندگی، اندیشه و شعر او کتابی پژوهشی است نوشتهٔ دکتر محمدامین ریاحی دربارهٔ فردوسی و شاهنامه. این کتاب نخستین بار در سال ۱۳۷۵ در تهران به چاپ رسیده‌است.
در این کتاب نویسنده کوشیده‌است که برکنار از افسانه‌های تذکره‌نویسان، منحصراً بر پایه گفته‌های خود شاعر و تأمل در نوشته‌های کهن نزدیک به عصر او، و توجه به تحولات فکری و سیاسی و تاریخی آن عصر، راهی به حقایق زندگی فردوسی بیابد و یافته‌ها را به زبانی ساده و روان و سازگار با زبان شاهنامه به قلم آورد.